# NHK華語視界
NHK華語視界（エヌエイチケイ かごしかい、ホアユーシージェー）は日本放送協会（NHK）のインターネットテレビ放送。日本に関する情報を主に日本を訪れる中国語圏の視聴者に向け提供する。毎日20:00から21:00（UTC+9）まで1時間放送され、それを24時間繰り返し再放送する。「視界」とは、中国語での「世界」（シージェー）と同音。
ニュースのほか文化、観光、ファッションなどコンテンツは全てNHK制作による。NHK「華語視界」を2019年1月15日に開始した。NHKが中国語放送を展開した意義について、鎌倉千秋は「時代の要請です。NHKは自らの持つ情報を中国語で放送する責任を負っています」としている。

## 沿革
最初は毎週月曜日から金曜日の18:00 - 21:00（祝日を除く）の番組のみを放送した。20:00 - 21:00は19:00 - 20:00の番組の再放送。また、翌日の15:00 - 17:00にも再放送。
2019年3月28日 - 4月5日、午前中の放送を始めた。具体的な時間は6:00 - 14:00。番組は主に日本のドラマ。
2019年9月30日より放送時間を延長し、24時間途切れない放送を実現したが、毎日の最初の放送番組はまだ18:00 - 20:00。ほかの時間は2時間のループ。
2020年3月30日、スケジュールが変更された。具体的には、NHKワールドTVの番組が6:00 - 16:00再放送され（番組リストで「日本国際伝媒（メディア）」と記載）、一部の番組には人工知能によるリアルタイムの簡体字中国語訳を提供する。最初の中国語番組の時間枠は、18：00から16:00まで2時間進められる。その後、各番組は2時間に1回、翌日の6:00まで再放送される。その違いは、「東京網播間」（トンチン ワン ボ チェン）は19:00から20:00まで1時間延期され、16:00-16:14と18:00-18:14は再放送されない。この期間は風景の動画に置き換えられた。「東京網播間」が休日に放送されない場合、最初の放送と再放送の期間も全て風景の動画に置き換えられる。
2021年3月28日より、NHKワールドTVの番組の再放送時間は1:00 - 20:00と変更された。初回放送は1時間だけとされ、その後翌日1:00までカルーセルされる。

## 視聴方法
NHKワールドの公式サイトと「NHK WORLD-JAPAN」アプリから視聴できる。それぞれ、言語設定を中国語に設定すると視聴できる。

## 番組

### 華語視界 聊天室
華語視界 聊天室（チャット）が18時から放送される。番組MCは矢野浩二、段文凝、桜庭ななみ。今は放送されません。

### 東京網播間
20時放送（月曜〜金曜）の中国語のニュース番組。

#### アナウンサー
- 鎌倉千秋
- ジェームス天願
- 伊藤祥雄
- 斉中凌
- 江川進一

### Selfie Japan!
日本を訪れる外国人に、日本での隠れた自分撮りスポットを紹介する番組。段文凝が担当。1回で5分、全18回。

### 特別番組

#### 中国“改革開放”を支えた日本人
日本国と中華人民共和国との間の平和友好条約40周年記念の特別番組である。

## 特別
- 2019年4月30日と5月1日、「東京網播間」は、NHK総合テレビジョンで退位の礼の特別番組の生放送を中国語で同時通訳しながら放送した。
- 2019年33 - 34週目、「東京網播間」は2週間停止され、番組の期間は風景の動画に置き換えられた（番組リストの前半では「東京空中遊」と表示され、後で「風景視頻（動画）」に変更された）。
- 2019年10月22日、「東京網播間」は、NHK総合テレビジョンで天皇即位式の生放送を中国語で同時通訳しながら放送した。
- 2019年52週目 - 2020年1週目、「東京網播間」を2週間停止し、番組期間を風景の動画に置き換えた。
- 2020年4月8日より、安倍晋三総理が新型コロナウイルス感染症の流行に伴い、緊急宣言を発し、「東京網播間」は最初の放送を一時的に中止し、1つずつウェブでアップロードし、オンデマンドでのみ視聴られる。「東京網播間」は7月16日まで放送を再開しなかった。
- 2020年33 - 34週目、「東京網播間」は2週間停止され、番組の期間は風景の動画に置き換えられた。
- 2020年12月23日、主催者の鎌倉千秋が番組終了時に、「東京網播間」は正月のため2021年1月12日に帰国するまで停止することを視聴者に伝えた。プログラムの期間は風景の動画に置き換えられる。しかし、新型コロナウイルス感染症の流行への対応により、菅義偉総理は1月7日に2回目の緊急宣言を発表した。その結果、当初1月12日以降に予定されていた「東京網播間」は実際には再開されなかった。その期間はまだ風景の動画に置き換えられた。その後、その日の「NHK Pickup NEWS」のみがウェブのニュースビデオオンデマンドエリアにアップロードされた。この状況は4月5日まで続いた。
- 2021年4月12日より、新型コロナウイルス感染症の流行に対処するため、「東京網播間」は再び放送中止。
- 2021年10月1日、東京都の緊急事態宣言が解除され、およそ半年ぶりに「東京網播間」は10月11日から再開することになった。